# Kalibaru (Pasirkuda)
Kalibaru is een bestuurslaag in het regentschap Cianjur van de provincie West-Java, Indonesië. Kalibaru telt 5693 inwoners (volkstelling 2010).